# East Harlem
East Harlem, conosciuta anche come Spanish Harlem o El Barrio, è un quartiere della città statunitense di New York, nello Stato di New York, situato a est di Harlem e abitato da una minoranza di popolazione di lingua spagnola. Il quartiere è gemellato con il comune di Brusciano (NA).
Inizialmente, il quartiere era abitato da immigrati italiani, col nome di Italian Harlem, ma, dagli anni cinquanta del Novecento, il costante aumento nella zona di discendenti portoricani, fra cui il famoso poeta Pedro Pietri, ha posto in minoranza la comunità originale. 

## Storia

### Origini
L'area che divenne East Harlem rimase rurale per la maggior parte del XIX secolo, eccetto che per alcuni insediamenti residenziali a nord-est delle strade Third Avenue e East 110th Street, sviluppatasi a partire dagli anni sessanta dell'Ottocento. La costruzione della linea metropolitana rapida verso Harlem fra il 1879 e il 1880 e la costruzione della Linea IRT Lexington Avenue nel 1919 portò all'urbanizzazione dell'area, incrementando la costruzione di condomini e di case a schiera di tipo brownstone (letteralmente: "pietra marrone", il tipico materiale edilizio con cui venivano costruite).
L'estensione delle funivie su Lexington Avenue in East Harlem è stata ostacolata dalla pendenza creata collina di Duffy nella 103rd Street, una delle aree più ripide di  Manhattan. East Harlem venne prima insediata da tedeschi, irlandesi, scandinavi e popolazioni dell'Europa dell'Est, tra cui anche persone di religione ebraica.
Dagli anni settanta dell'Ottocento, anche gli immigrati italiani fecero ingresso nel quartiere dopo che un appaltatore che costruiva binari per carrelli sulla First Avenue importò lavoratori italiani come crumiri. La baraccopoli lungo l'East River nella 106th Street fu l'inizio della nascita del quartiere italiano, con 4 000 nuovi arriva a metà degli anni ottanta. Con ulteriori nuovi immigrati si espanse a nord nella strada East 115th Street e a ovest nella Third Avenue.

### Harlem italiano

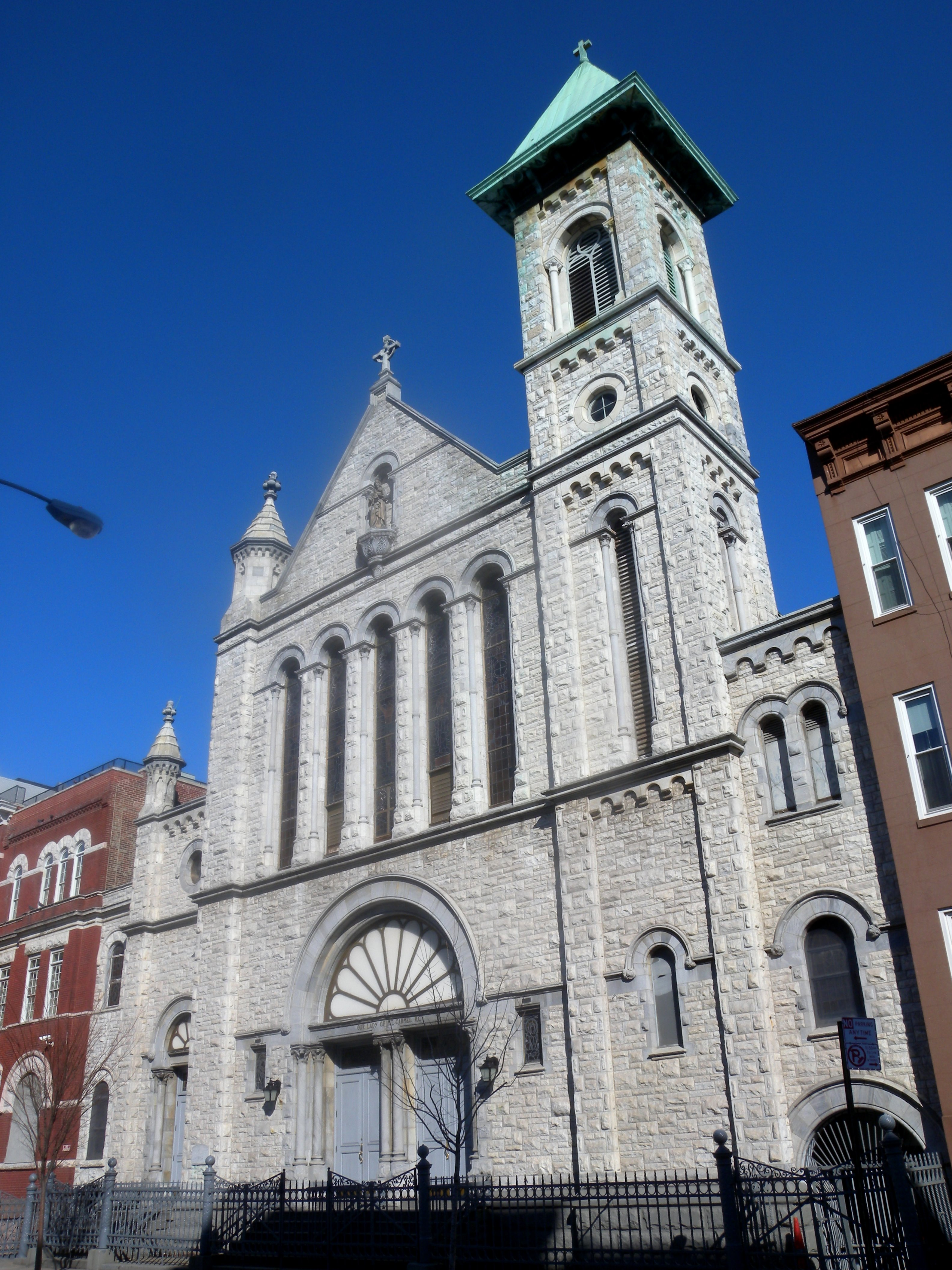
Chiesa di Nostra Signora del Carmelo

Gli italiani del Sud con un moderato numero di italiani del Nord, presto divennero predominanti a East Harlem, in particolare nell'area a est di Lexington Avenue tra la strada 96th Street e 116th Street e a est di Madison Avenue (tra la strada 116th e la 125th Street), con ogni strada abitata da italiani di diverse regioni. Il quartiere divenne così soprannominato "Italian Harlem", fu la prima parte di Manhattan a cui ci si è riferiti come Little Italy I primi italiani arrivano a East Harlem nel 1878, da Polla (Provincia di Salerno), e si sono insediati nelle vicinanze della strada 115th Street.
Vi erano diversi gruppi criminali nell'Harlem italiano, dalla Mano Nera, a quelle bande criminali che poi avrebbero formato la mafia italoamericana.
Era il quartiere in cui si creò la famiglia Genovese. Durante gli anni settanta del XX secolo, della banda East Harlem Purple Gang.
Negli anni venti e trenta del XX secolo, l'Harlem italiano fu rappresentato al congresso dal futuro sindaco di New York Fiorello La Guardia. Nonostante il suo nome, generalmente non è considerato una parte di Harlem propriamente detto, ma è uno dei quartieri inclusi nella Grande Harlem. Negli anni 1930 dopo che divenne sindaco pianificò l'espansione del parco Thomas Jefferson Park fino alla strada First Avenue, tra le strade 111th e 114th Street. In questo periodo vi risiedevano oltre 110 000 italiani. Ai tempi era tre volte più grande della Little Italy di Manhattan.
Negli anni '40 il quartiere fu rappresentato dall'avvocato per i diritti civili italo-americano Vito Marcantonio.
La comunità italiana rimase preponderante fino agli anni '80, da quando iniziò poi a declinare, ma nel quartiere sono comunque rimaste le tradizioni come l'annuale festa di Nostra Signora del Carmelo (Feast of Our Lady of Mount Carmel) e il "Dancing of the Giglio", la prima festa italiana a New York, si celebra la seconda domenica di agosto ed è organizzata dalla Giglio Society of East Harlem. Esistono ancora negozi al dettaglio storici come il ristorante Rao's fondato nel 1896 e Patsy's Pizzeria del 1933.

## Edilizia popolare
Esistono 24 progetti di edilizia popolare della  New York City Housing Authority nel quartiere di East Harlem.
- 335 East 111th Street;
- East 120th Street Rehab;
- East River Houses; 10 edifici,
- Edward Corsi Houses;
- Gaylord White Houses;
- George Washington Carver Houses; 13 edifici,
- Governor Dewitt Clinton Houses; 6 edifici,
- Jackie Robinson Houses;
- James Weldon Johnson Houses;
- Lehman Village;
- Lexington Houses;
- Metro North Plaza; 3 edifici
- Metro North Rehab;
- Milbank-Frawley; 2 edifici
- Morris Park Senior Citizens Home;
- Park Avenue-East 122nd Street, 123rd Streets;
- President Abraham Lincoln; 14 edifici
- President George Washington Houses; 14 edifici
- President Thomas Jefferson Houses; 18 edifici
- President Woodrow Wilson Houses;
- Senator Robert A. Taft;
- Robert F. Wagner Houses;
- U.P.A.C.A. (Upper Park Avenue Community Association) Site 6;
- U.P.A.C.A. (Upper Park Avenue Community Association) U.R.A.

## Trasporti
Il quartiere è servito dalla metropolitana di New York attraverso le stazioni di 125th Street, 116th Street, 110th Street, 103rd Street e 96th Street della linea IRT Lexington Avenue, dove fermano i treni delle linee 4, 5 e 6, e quella di 96th Street della linea IND Second Avenue, dove fermano i treni della linea Q. All'interno dei suoi confini si trova anche la stazione ferroviaria Harlem-125th Street della Metro-North Railroad.